# Ranunculus
Ranunculus  este un gen de plante cu flori foarte comun care cuprinde câteva sute de specii spontane și cultivate.

## Descriere
Ranunculus este o plantă originară din Asia Mică și Grecia. Denumirea populară a acesteia este piciorul cocoșului deoarece rădăcina ei este identică cu gheara unui cocoș.
Este o plantă folosită în rândul mireselor, dar nu numai, aceasta se poate planta și acasă.
Este o plantă sensibilă care necesită timp pentru îngrijire și multă pasiune.

## Speciile spontane

### Caractere generale
Speciile spontane sunt în special perene, rar anuale sau bienale, cea mai cunoscută fiind Piciorul cocoșului.
Tulpina este de obicei ramificată,
Frunzele sunt de regulă adânc incizate. Ele pot fi lobate, penat-partite, sau sectate.
Florile au în mod obișnuit culoarea galbenă. Ele au o simetrie actinomorfă și sunt hermafrodite. Au periant. Staminele și carpele sunt numeroase.

### Reprezentarea grafică a florii

#### Formula florală
{\displaystyle K_{5}C_{5}A^{\infty }\ }  ๑{\displaystyle G^{\infty }\ }๑-

## Speciile cultivate

### Înmulțire
Se pot înmulți:
- - prin divizare, în pământ humo-nisipos, umed și semiumbrit;
- - prin semințe, în brazde umbrite, sau în vase cu pământ de pădure nisipos;
- - prin rizomi, plantându-se imediat după îngheț și păstrându-se peste iarnă în încăperi uscate și aerisite; se scot în iulie, când vegetația a încetat.

### Utilizare
Ca plante ornamentale, se folosesc: în parcuri și grădini (stâncării, bazine, acvarii); în aer liber (pe malul apelor); ca flori tăiate; la ghivece, ca plante de apartament.

### Cultivare
Se plantează bulbi în perioada de iarnă în fiecare an pentru ca aceasta să înflorească. Fiind sensibilă la temperaturi extreme vară și reci iarna, aceasta este recomandată să fie pusă la un loc răcoros vara și iarna să fie acoperită cu paie sau frunze uscate a zonelor respective. Este preferabil să fie pusă într-o zonă luminoasă. Udarea se face în cantități moderate. În timpul verii și în timpul creșteri planta va necesita mai multă apă, iar când planta începe să se îngălbenească nu se mai udă.
Este recomandată înmuierea bulbilor în apă călduța în perioada de toamnă sau primăvara pentru a grăbi răsărirea.

## Specii din România
- Ranunculus acris – Piciorul cocoșului
- Ranunculus alpestris
- Ranunculus aquatilis
- Ranunculus arvensis – Piciorul cocoșului de semănături, (cornicei)
- Ranunculus auricomus
- Ranunculus breyninus
- Ranunculus bulbosus
- Ranunculus carpaticus
- Ranunculus cassubicus
- Ranunculus circinatus – Clintiță
- Ranunculus constantinopolitanus
- Ranunculus crenatus
- Ranunculus fallax
- Ranunculus ficaria – Untișor
- Ranunculus flabellifolius
- Ranunculus flammula
- Ranunculus fluitans
- Ranunculus garganicus
- Ranunculus glacialis
- Ranunculus illyricus – Trânjoaică
- Ranunculus lanuginosus
- Ranunculus lateriflorus
- Ranunculus lingua
- Ranunculus millefoliatus
- Ranunculus montanus
- Ranunculus muricatus
- Ranunculus neapolitanus
- Ranunculus nemorosus – Gălbenele de pădure
- Ranunculus ophioglossifolius
- Ranunculus oxyspermus
- Ranunculus pedatus
- Ranunculus peltatus
- Ranunculus penicelatus
- Ranunculus platanifolius
- Ranunculus polyanthemos – Gălbenele
- Ranunculus polyphyllus
- Ranunculus repens – Floare de leac
- Ranunculus reptans
- Ranunculus rionii
- Ranunculus sardous
- Ranunculus sceleratus – Boglari
- Ranunculus thora
- Ranunculus trichophyllus

## Legături externe
- „Ranunculus” în Dicționar dendrofloricol la DEX online